# (5868) Ohta
(5868) Ohta est un astéroïde de la ceinture principale.

## Description
(5868) Ohta est un astéroïde de la ceinture principale. Il fut découvert le 13 octobre 1988 à Kitami par Kin Endate et Kazuro Watanabe. Il présente une orbite caractérisée par un demi-grand axe de 2,68 UA, une excentricité de 0,20 et une inclinaison de 3,1° par rapport à l'écliptique.

## Compléments